# Neosymydobius mimicus
Neosymydobius mimicus är en insektsart. Neosymydobius mimicus ingår i släktet Neosymydobius och familjen långrörsbladlöss. Inga underarter finns listade i Catalogue of Life.